# Drowners
Drowners est un groupe de rock indépendant américano-britannique, originaire de New York. Formé en 2011 par Matthew Hitt (chant, guitare), Jack Ridley III (guitare), Erik Lee Snyder (basse) et Daniel Jacobs (batterie), le groupe publie un premier EP intitulé Between Us Girls, sorti au début de 2013, et leur premier album éponyme est sorti en janvier 2014. En 2016, le groupe publie un deuxième album, On Desire.

## Biographie
Drowners est formé en 2011 lorsque Matthew James Hitt, né au Pays de Galles le 30 mai 1987, possédant un diplôme universitaire de littérature anglaise, décide de déménager à New York pour poursuivre sa carrière de mannequin. Il écrit quelques chansons à l'aide de sa guitare, puis recrute trois musiciens locaux pour les répéter et les enregistrer,. Le guitariste Jack Ridley vient à l'origine du Nord-Ouest des États-Unis, alors que le bassiste Erik Snyder a grandi hors de Philadelphie.
Le 4 février 2013 sort le premier EP du groupe, Between Us Girls, contenant les chansons Long Hair, You've Got it All Wrong et A Shell Across the Tongue, qui est enregistré pendant trois semaines. Toujours en février, le groupe fait quelques concerts à Londres et joue en soutien à Cage the Elephant et Skaters. Le groupe recrute plusieurs batteurs dont Joe Brodie, avant l'arrivée définitive de Daniel Jacobs.
Le 28 janvier 2014, Drowners sortent leur premier album du même nom après avoir signé avec le label Frenchkiss Records. En février et mars 2014, ils font la première partie des Arctic Monkeys, des Foals et des Vaccines en Amérique du Nord et en Europe. Ils continuent de tourner, notamment au festival Coachella et ensoutien à Temples. Après deux mois d'enregistrement, le groupe termine son deuxième album pour Noël 2015. En juin 2016, le groupe publie l'album On Desire, qui est accueilli d'une manière mitigée par la presse spécialisée. Il est produit par Claudius Mitterndorfer et précédé par le single Cruel Ways.

## Discographie

### Albums studio
- 2014 : Drowners

### EP
- 2013 : Between US Girls